# Applecross
Applecross är en by i Highland i Skottland. Byn är belägen 13,5 km 
från Shieldaig. Orten har 184 invånare (2011).